# 香港獨立黨
香港獨立黨（英語：Hong Kong Independence Party），是一個曾經於英國英格蘭註冊的政黨，其意識形態派別為香港本土派。該黨目標為「香港獨立，重回英聯邦」。2018年11月2日被英國選舉委員會取消註冊政黨資格。

## 沿革
2014年2月，香港獨立黨在Facebook建立專頁，聲明建黨目標是：“香港獨立，重回英聯邦”。2015年2月27日，香港獨立黨在英國英格蘭註冊為政黨。
香港獨立黨成員40歲男子黃健聰從英國回到香港後於2022年11月1日在紅磡都會海逸酒店被國安處探員拘捕。11月3日下午在西九龍裁判法院提堂。2024年4月11日，香港區域法院裁定黃健聰犯下《港區國安法》的「串謀煽動他人實施分裂國家」罪，判處5年監禁。

## 入黨條件
香港獨立黨在其Facebook專頁公開接受入黨申請，僅接受英國國民（海外）護照、歐盟護照、美國護照、日本護照及瑞士護照持有者申請，並且需要通過香港獨立黨的背景審查；而成功申請者需要繳25英鎊作為年費。

## 外部連結
- 香港獨立黨官方網站 （页面存档备份，存于）
- 香港獨立黨的Facebook專頁
- 香港獨立黨的Instagram帳戶
- 香港獨立黨的X（前Twitter）